# Биологически факултет, Пловдивски университет
Биологически факултет на Пловдивския университет е специализиран с науки, свързани с биологията, намира се на адрес ул. „Тодор Самодумов“ №2. Декан на факултета е проф.д-р Велизар Гочев.

## История
Факултетът по биология има вече повече от 40-годишна история – като специалност „Биология“ от откриването на Висшия педагогически институт през 1961 година, прераснал през 1972 година в Пловдивски университет „Паисий Хилендарски“. От 1990 година съществува като самостоятелен факултет. Разположен е в Стария град в непосредствена близост до Античния театър.

## Ръководство
- Декан – проф.д-р Велизар Гочев
- Заместник-декан – проф. дбн Мима Николова, Доц. д-р Атанас Донев
- Секретар на факултета – Евелина Георгиева
- Инспектор от Учебен отдел – Мария Писанова, Христина Минкова

## Катедри
Студентските занимания се провеждат в седем основни катедри:
- Анатомия и физиология на човека
- Биология на развитието
- Биохимия и микробиология
- Ботаника и МОБ
- Екология и ООС
- Зоология
- Физиология на растенията и молекулярна биология

Като част от катедрата по Физиология на растенията и молекулярна биология съществува и териториално обособена Лаборатория по генно инженерство, в която се водят научни изследвания и обучение на студенти и докторанти.

## Обучение
Времето на обучение за бакалавърска степен е 4 години, а за магистърска степен 1.5 години.

### Бакалавърска степен
Във факултета се обучават близо 1000 студенти в осем основни бакалавърски специалности.

#### Редовно обучение
- Биология
- Биология и химия
- Екология и опазване на околната среда
- Екология на биотехнологичните производства
- Молекулярна биология
- Биология и физика
- Медицинска биология
- Биоинформатика
- Биология и Английски език

#### Задочно обучение
- Биология
- Екология и опазване на околната среда

### Магистърска степен
- Биоразнообразие, екология и консервация
- Екология и опазване на екосистемите
- Генетика
- Молекулярна биология и биотехнология
- Биоинформатика
- Лечебни и етерични растения
- Репродуктивна биология
- Биотехнологична микробиология
- Биофармацевтична биохимия
- Водни екосистеми и аквакултура
- Микробиологичен контрол и безопасност на храни